# Ulica Kawęczyńska w Warszawie
Ulica Kawęczyńska – ulica na warszawskiej Pradze-Północ, biegnąca od ul. Ząbkowskiej do ul. Boruty.

## Historia
Dawna droga prowadząca do Woli Ząbkowskiej, od XVIII wieku nazywanej Ząbkami. Stanowiła południową granicę dóbr Szmulowizna, przed 1796 znanych jako folwark Bojanówek, darowanych przez króla Stanisława Augusta Poniatowskiego Szmulowi Zbytkowerowi. Na przecięciu z okopami Lubomirskiego znajdowały się rogatki Bródzieńskie (Bródnowskie), później zwane Ząbkowskimi. W II połowie XIX wieku droga została przecięta torowiskami Kolei Warszawsko-Terespolskiej i kolei obwodowej.
Nadana w 1907 nazwa ulicy pochodzi od nazwy dawnej miejscowości Kawęczyn (obecnie część dzielnicy Rembertów).
W latach 1907–1923 przy ulicy wzniesiono monumentalną bazylikę Najświętszego Serca Jezusowego.
W 1919 ulicą poprowadzono linię tramwajową w stronę wschodniej części Szmulowizny, Michałowa. 1 marca 1925 przy ul. Kawęczyńskiej 16 uruchomiono zajezdnię tramwajową.
W pierwszych trzech dekadach XX wieku dwukrotnie zmieniano numerację parzystej strony ulicy. Od 1933 pod nr 12 mieściło się XII Państwowe Gimnazjum Żeńskie im. Marii Słodowskiej-Curie.
W czasie II wojny światowej zabudowa ulicy ocalała, jednak Niemcy wysadzili część zajezdni tramwajowej. 20 czerwca 1945 uruchomiono pierwszą po wojnie linię tramwajową nr „1”, łączącą ul. Kawęczyńską z ul. Wiatraczną.
W 1968 linię tramwajową poprowadzono aleją Tysiąclecia do Dworca Wschodniego, z wycofaniem kursów tramwajów z odcinka prowadzącego przez Ząbkowską do Targowej – pozostawiono wtedy jeden tor służący do wyjazdów tramwajów z zajezdni, ostatecznie zlikwidowany w 2000.
W kwietniu 2013 przeprowadzono generalny remont ulicy. Prawie wszystkie przystanki tramwajowe zorganizowano w formie pierwszych tego typu w Warszawie tzw. przystanków wiedeńskich, z wyniesieniem pasa jezdni ułatwiającym wsiadanie do tramwaju.
W 2021 historyczny układ urbanistyczny ulicy został wpisany do rejestru zabytków.

## Ważniejsze obiekty
- Bazylika Najświętszego Serca Jezusowego
- Zajezdnia tramwajowa „Praga”
- Menedżerska Akademia Nauk Stosowanych
- Ogólnokształcąca Szkoła Muzyczna I stopnia im. Stanisława Moniuszki
- Oficyna Burkego